# Il giudice e il commissario: La finta squillo
 Il giudice e il commissario: La finta squillo (Une occasione en or) è un telefilm poliziesco francese del 2002, diretto dal regista Denis Amar, costituisce il secondo episodio della prima stagione della serie.

## Trama
Narra dell'indagine condotta da Elisabeth Brochène con l'aiuto del tenente Marie Balaguère sull'omicidio di una prostituta. Visto che la donna dovrebbe difendere il presunto assassino si finge una collega della vittima per indagare meglio.